# 三河大捷遗迹及古民居
三河大捷遗迹及古民居位于安徽省合肥市肥西县三河镇，是太平天国三河大捷相关遗迹和清朝、民国时期民居。
三河大捷遗迹、古民居位于三河镇古城区一小、二中、竹园小区区域。或说三河大捷遗迹在三河镇东街、中街一带。主要有太平军城墙、英王府。太平军城墙建于1855年。至今留存两段，一段北城墙在大捷门右侧10来米处，约有50米长。一段东城墙在一小门前，约有30米长。另说现存城墙为四段，城墙底宽1.5米。英王府即太平军驻三河大本营，得名于太平军将领、英王陈玉成。现设有太平天国三河大捷纪念馆。有一座12米长的照壁，上题“故英王府”四字。另有太平军火炮，太平军石雕、石刻等文物。
古民居为清朝、民国时期江南水乡风格建筑，被现代建筑间隔为三片。古民居项目包含杨振宁客居、刘同兴隆庄等建筑。杨振宁客居又称杨振宁故居，位于三河镇南街。1937年时，杨振宁客居于此。清代建筑，风格简陋。刘同兴隆庄位于三河镇西街。是一处五进八厢、砖木结构、32间房的临街宅院，面积约700平方米。临街楼房是是刘锦臣、刘锦堂（1879—1941）兄弟经营的同兴隆。故称此处建筑为“刘同兴隆庄”。郑善甫故居同在三河镇西街，是一处五进、砖木结构房屋，面积约为400平方米。1930年代，郑善甫全家迁居于此。未知是否列入古民居项目。古民居所在街道路面皆用青石条铺垫。